# Asilus leonides
Asilus leonides är en tvåvingeart som beskrevs av Walker 1851. Asilus leonides ingår i släktet Asilus och familjen rovflugor. Inga underarter finns listade i Catalogue of Life.